# 4236 Lidov
4236 Lidov је астероид. Приближан пречник астероида је 32,71 ,
а средња удаљеност астероида од Сунца износи 3,444 астрономских јединица (АЈ).
Инклинација (нагиб) орбите у односу на раван еклиптике је 7,293 степени, а орбитални период износи 2335,234 дана (6,393 година). Ексцентрицитет орбите астероида износи 0,029.
Апсолутна магнитуда астероида износи 11,40 а геометријски албедо 0,045.
Астероид је откривен 23. марта 1979. године.